# Kärna mosse
Kärna mosse är ett naturreservat som ligger i Malmslätt väster om Linköping. Reservatet inrättades år 1984 och är 36,7 hektar stort. Reservatet omfattar ett kalkkärr med rik flora som omges av löv- och barrskog. Området finns upptaget inom Natura 2000, EU:s nätverk för att skydda värdefull natur.

## Historia

### Geologi och geohydrologi
Kärna mosse ligger på Malmslättsfältets nordöstra sluttning. Malmslättsfältet är ett ofullbordat isälvsdelta som bildades när den senaste inlandsisen höll på att smälta för omkring 12 000 år sedan.
En kallare period medförde att issmältningen avstannade under några hundra år och då låg iskanten i stort sett stilla över Östergötland. Vatten strömmade ut ur isen och förde med sig stora mängder isälvssediment och morän. Således ansamlades stora mängder isälvsmaterial längs med iskanten och det är så Malmslättsfältet är uppbyggt. Isälvarna drog även med sig kalkrikt material från berggrunden norrut, vilket är orsaken till den kalkrika marken på Malmslättsfältet. 
När klimatet åter blev varmare satte issmältningen fart på nytt. För cirka 10 000 år sedan, i samband med landhöjningen, höjde sig landet upp över Yoldiahavets yta.  Den fortsatta landhöjningen gjorde att det uppkom en landbrygga som bröt kontakten med havet och på så vis bildades den stora insjön Ancylussjön. För cirka 8 000 år sedan höjde sig sedan Malmslättsfältet över Ancylussjöns yta.  När Malmslättsfältets sluttning utsattes för vågorna från sjön bildades en strandvall; Ancylusvallen. Idag ligger den cirka 75 meter över havet och man kan se spår av den i reservatets södra del, i hörnet mellan järnvägen och Kärnavägen. De första människorna i området bosatte sig där endast en kort tid efter att Ancylusvallen hade bildats. Flera stenåldersbosättningar har påträffats längs med Ancylusvallen och har daterats till mesolitikum (7 500-6 000 f Kr). Bland annat påträffades en 9 500 år gammal bosättning på Ancylusvallen öster om reservatet, i samband med utgrävningen vid återvinningsstationen.
I samband med den fortsatta landhöjningen rann flera upprinnor fram i Malmslättfältets sluttning. På grund av den kalkhaltiga marken är även källvattnet rikt på kalk. Vattnet från källorna i sluttningens övre del silade och silar fortfarande ner för sluttningen och ledde till att torv bildades, av bland annat starr, vass och löv. Torvbildningen pågår fortfarande och på sina ställen uppgår torvens tjocklek till fyra meter. Under torvlagret finns ett lager sand, vilket grundvattnet rinner igenom nedför sluttningen. Under sandlagret finns lera som gör att vattnet inte kan tränga längre ner. Istället sugs vattnet upp av torven som ligger ovanpå sanden, och i en del diken är därför torvmarken fuktig även över vattennivån. Det mycket rikliga grundvattenflödet av kalkhaltigt vatten är områdets livsnerv. Om flödet inte från början hade varit så rikligt skulle kärret förmodligen ha torrlagts som flera andra liknande växtmiljöer i Östergötland redan har gjort.

### Från 1700-talet till nutid
Under 1700-talet kallades området bara för ”Kärret” och stora delar användes till betesmark. Det nuvarande öppna kärret bedömdes dock som ”oduglig för bete, slåtter och skogsväxt”.  Namnet på området har varierat, bland annat har det även kallats för Jakobslunds mosse och Sofielunds ängsmosse (efter gårdar i närheten), Värö mosse (efter Värö herrgård) och slutligen Kärna mosse (efter sockenkyrkan). 
I slutet av 1800-talet växte stora delar av området igen med undantag för det nuvarande öppna kärrplanet. Detta berodde på bygget av järnvägen under 1850- och 1860-talet, då det grävdes djupa diken vid båda sidorna om spåret. Urdikningen gjorde att vattnet rann snabbare genom området, vilket gjorde att marken blev torrare. Urdikningen var den första av de fyra allvarligaste exploateringarna som människan gjort på Kärna mosse. Trots att området redan hotades av igenväxning gjordes på 1920-talet ytterligare utgrävningar för att gynna skogsmarken, vilket förvärrade situationen än mer.
Det kanske värsta mänskliga ingreppet kom dock på 1940-talet, då Malmslätts samhälle började utnyttja källorna till sin vattenförsörjning. Detta upphörde redan efter en tioårsperiod, men 1949 kunde man ändå påvisa att marken hade blivit avsevärt torrare av detta ingrepp. Den torrare marken ledde till att träd som björk och tall började växa på det öppna kärrplanet och bladvass utgjorde allt större del av växtligheten. Detta utgjorde ett hot mot den ljuskrävande floran på kärret. När vattenuttaget sedan upphörde ökade vattenflödet igen, vilket har gjort att tallarna på kärret växer mycket långsamt och fortfarande är mycket små, trots att de är cirka 60 år gamla.
På 1940-talet försökte man även plantera in flera nya trädslag på området, som då tillhörde kyrkan. Boken och den tyska lönnen överlevde, dock inte hickoryn. Under 40-talet upptäckte man även en hemlig hembränningsanläggning nordöst om det öppna kärrplanet, som man idag kan se spår av i form av en grop.
Redan under 50-talet gjordes försök att rädda den känsliga floran på området genom att inrätta ett naturreservat, men planerna mötte hårt motstånd. På 1960-talet gjordes nya försök, men inte heller denna gång lyckades man. Det var istället först 1984 som området slutligen blev ett naturreservat. Med stöd från Naturvårdsverket och ideella organisationer inrättade Länsstyrelsen reservatet, medan Linköpings kommun åtog sig att sköta området. 1985 gjordes en röjning av kärrplanet, som då mest bestod av en tät skog av björk, tall och högvuxen  vass. Då rensades tre fjärdedelar av kärrets yta från tall, och man började med slåtter på området så gott som årligen. Restaureringen av kärrplanet har gynnat orkidéfloran och har inneburit en minskning av bladvass. 
Under 1990-talet kom nästa hot mot området. Under introduktionen av tåg X 2000 fann Banverket en risk för sättningar i banvallen. Det nyare av de två spåren skulle stabiliseras, och eftersom mycket av vattnet rinner under järnvägen på sin väg till området var man tvungen att se till att vattnet nu inte istället leddes bort mot Linköping. Man gick så till väga att torven under spåret i ett fyra meter brett och tre meter djupt schakt ersattes med grus, och var tionde meter lades en duk vinkelrätt mot spåren. Detta var ny teknik som tillät att vattnet fortsatte rinna in på området, utan att ledas bort igenom gruset.

## Områdesbeskrivning

### Det öppna kärret
I mitten av maj börjar kalkkärrets riktiga karaktärsväxter att visa sig. Först ut på det öppna kärrplanet är den blekvioletta majvivan. Ungefär samtidigt med majvivan blommar även rosettjungfrulinet samt tätörten, som utöver sina blåvioletta blommor har bladrosetter med insektsfångande blad.
Förutom tätörten finns flera andra köttätande växter representerade i Kärna mosse. Både rundsileshår och storsileshår förekommer på det öppna kärrplanet, vilka fångar in sina byten med små, slemproducerande körtelhår som sitter på bladöversidorna. Även vattenväxten dvärgbläddra kan man hitta i kärrets blötare delar, där den gula blomman är det enda som sticker upp över vattenytan. På växtens rotlösa undervattensskott sitter små fångstblåsor med vilka den fångar små vattendjur.
I juni blommar de första orkidéerna på kärret. Då blommar purpurfärgade sumpnycklar, blodnycklar och skogsnycklar, och även ljusgula vaxnycklar. Man kan även finna växten svarthö, som förekommer på Kärna mosse som en relikt från istiden. Den finns numera kvar på ett fåtal kalkrika platser i södra Sverige, men man finner den mer rikligt i fjällvärlden. I juni kan man även finna flugblomstret, som med sina insektsliknande blommor sänder ut doftämnen som lockar till sig hanar av en viss stekelart, som sedan för med sig pollen och säkrar flugblomstrets fortplantning.
I juli månad blommar kärrknipproten och den väldoftande brudsporren på kärret. I övrigt domineras ytan av halvgräset axag, som är typisk för kalkkärr. Även 16 olika starrarter har påträffats på Kärna mosse, bland annat näbbstarr, hirsstarr, slankstarr och flaskstarr. Även bladvass och gräsull är vanliga. Av de äkta gräsen är darrgräs och blåtåtel mycket vanliga på kärret.
I augusti blommar slåtterblomman med späda, vita blommor. Av det svenska namnet förstår man att den med sin blomning visar att slåttertiden är inne. Även ängsvädden är senblommande, och breder ut sig över kärret med sina halvklotformiga, blåvioletta blomsamlingar, men utöver dessa arter har det mesta blommat över.
På kärret växer även flera olika sorters kalkgynnade mossor, bland annat signalarten kamtuffmossa och den rödlistade dunmossan. På kärret finner man även två arter av grynsnäckor, smalgrynsnäckan och den rödlistade kalkkärrgrynsnäckan, vilka båda uppmärksammas i Natura 2000.

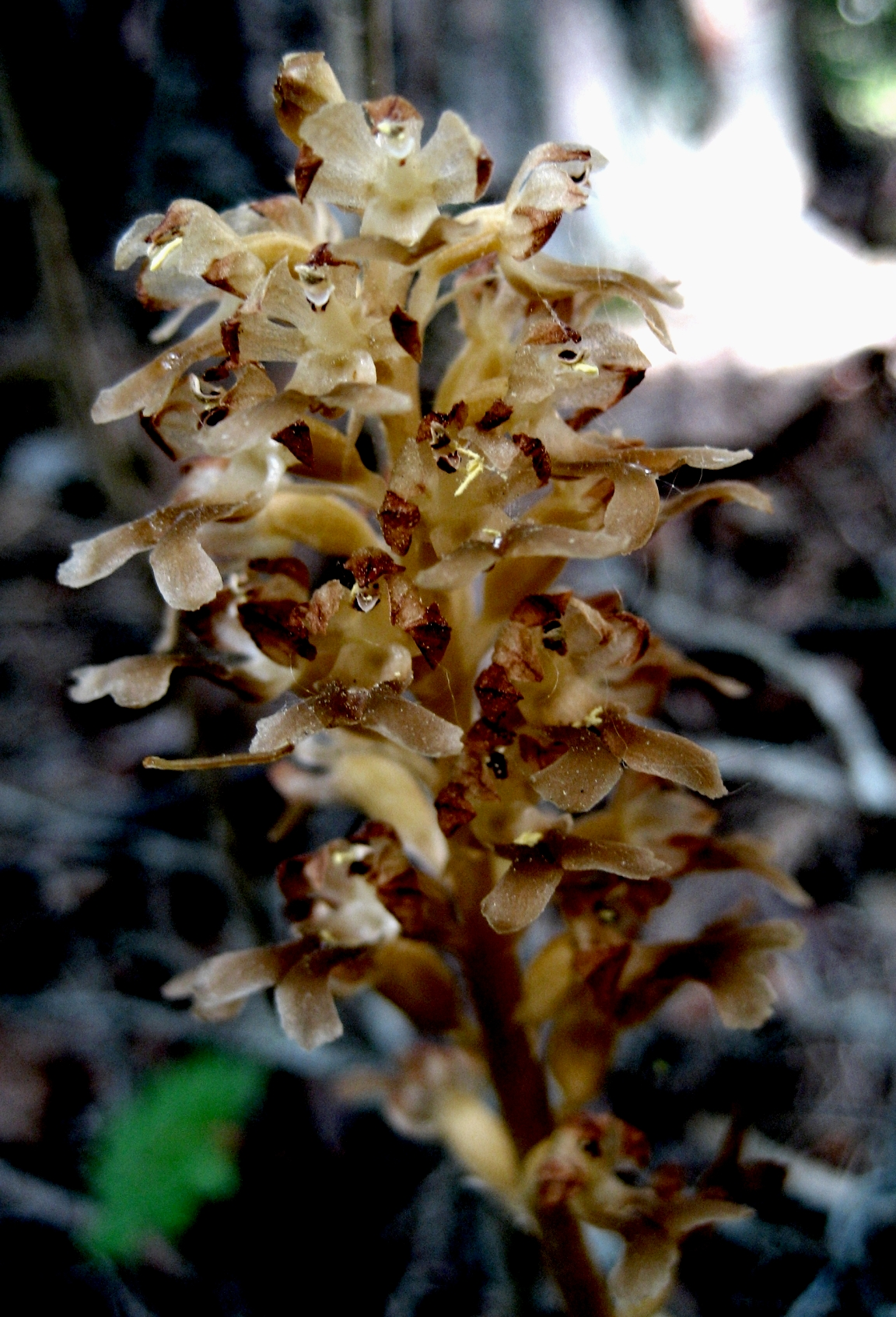
Nästrot.

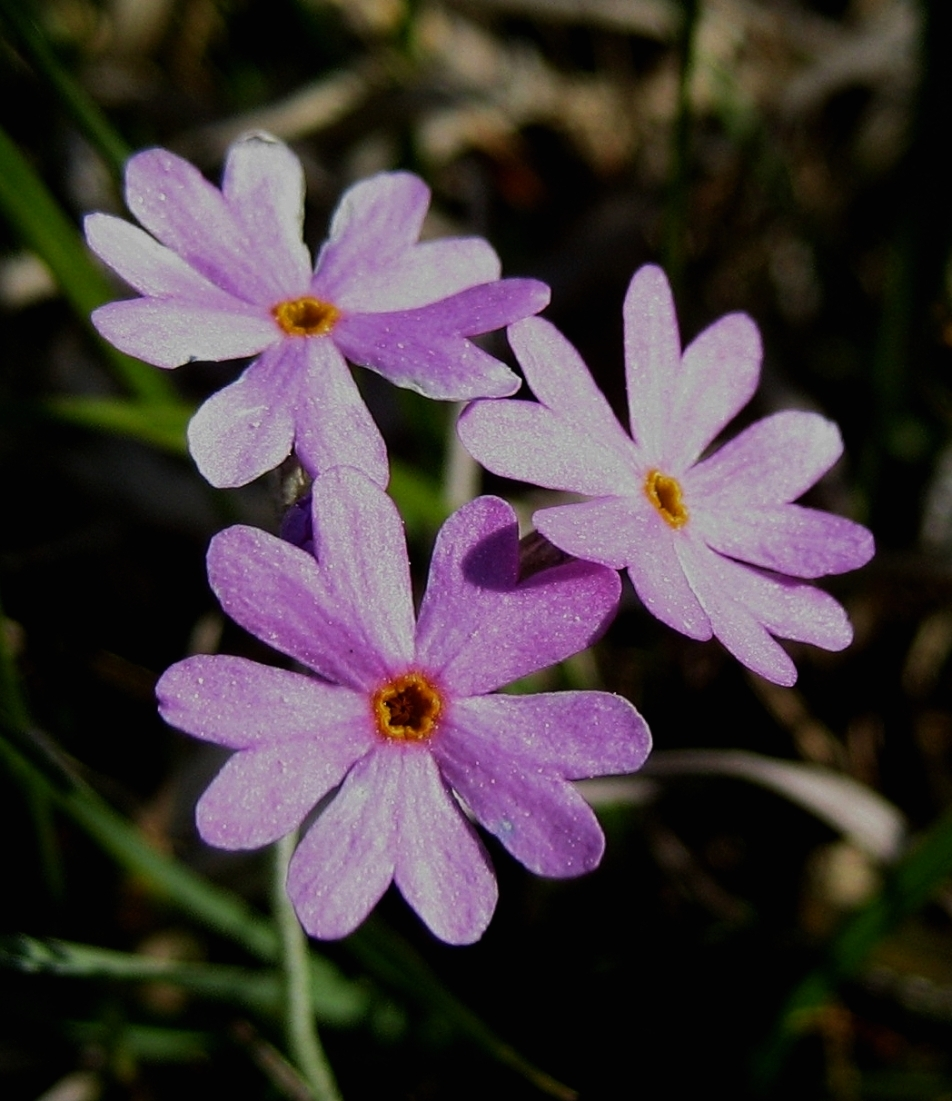
Majviva.
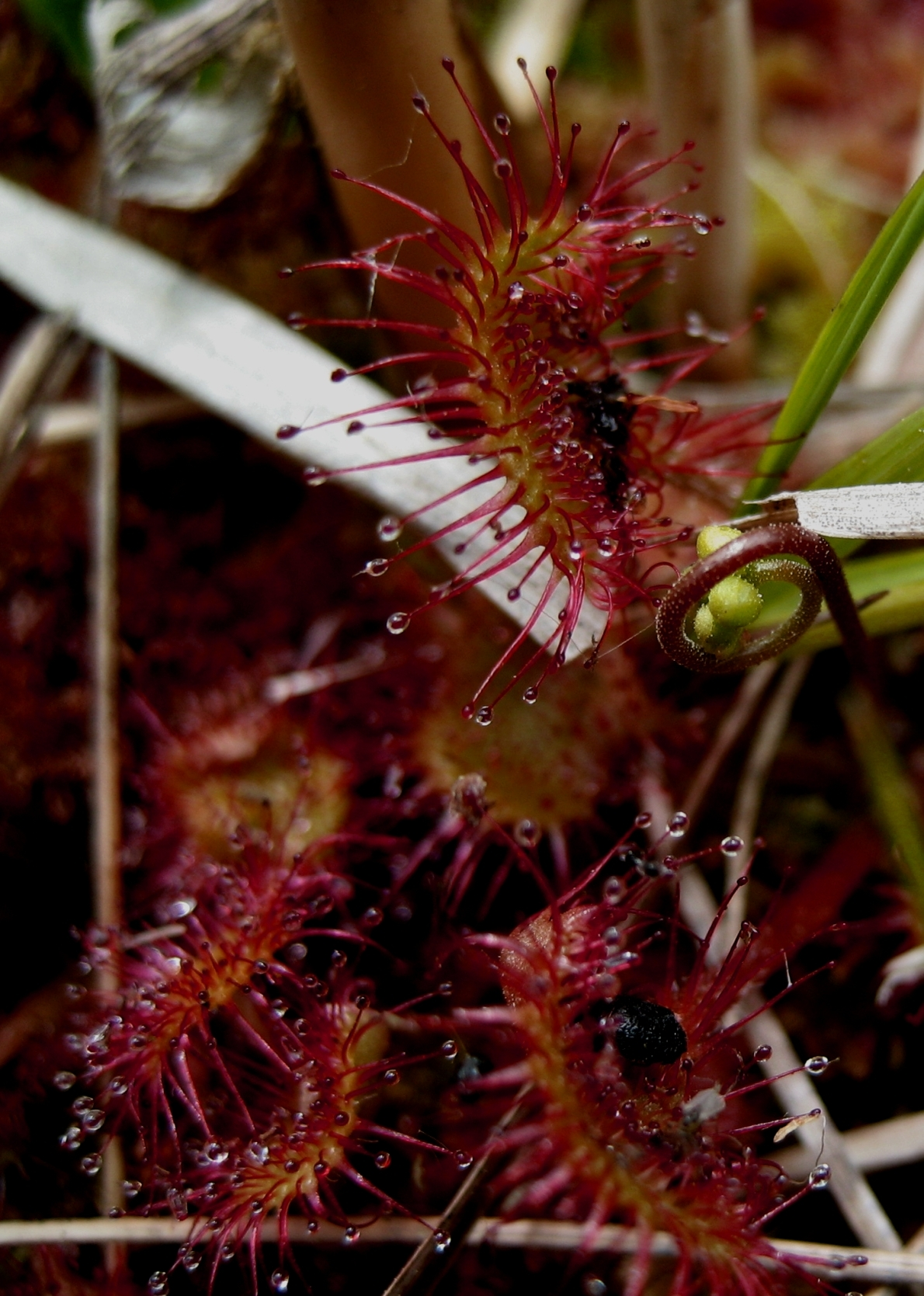
Rundsileshår.
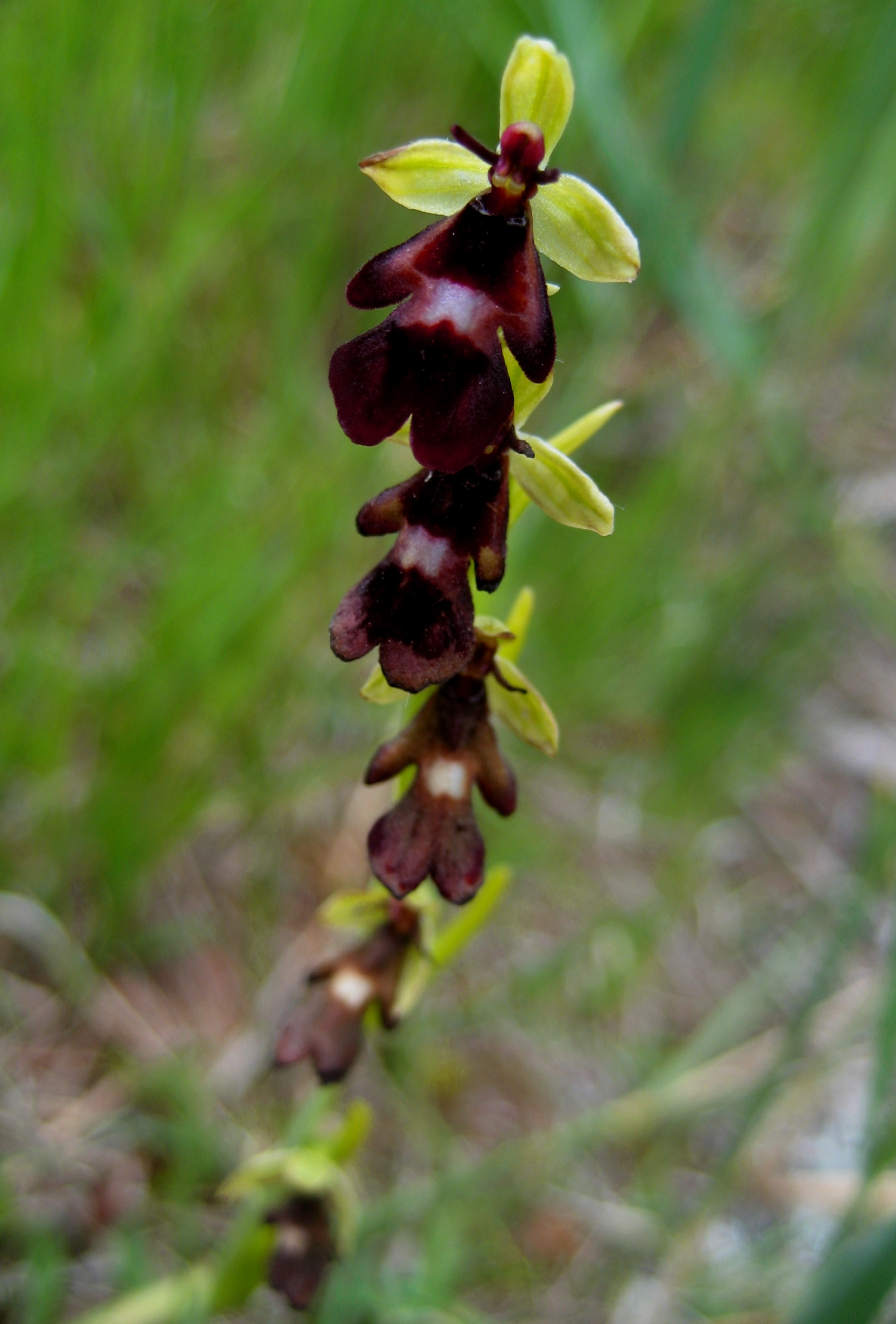
Flugblomster.
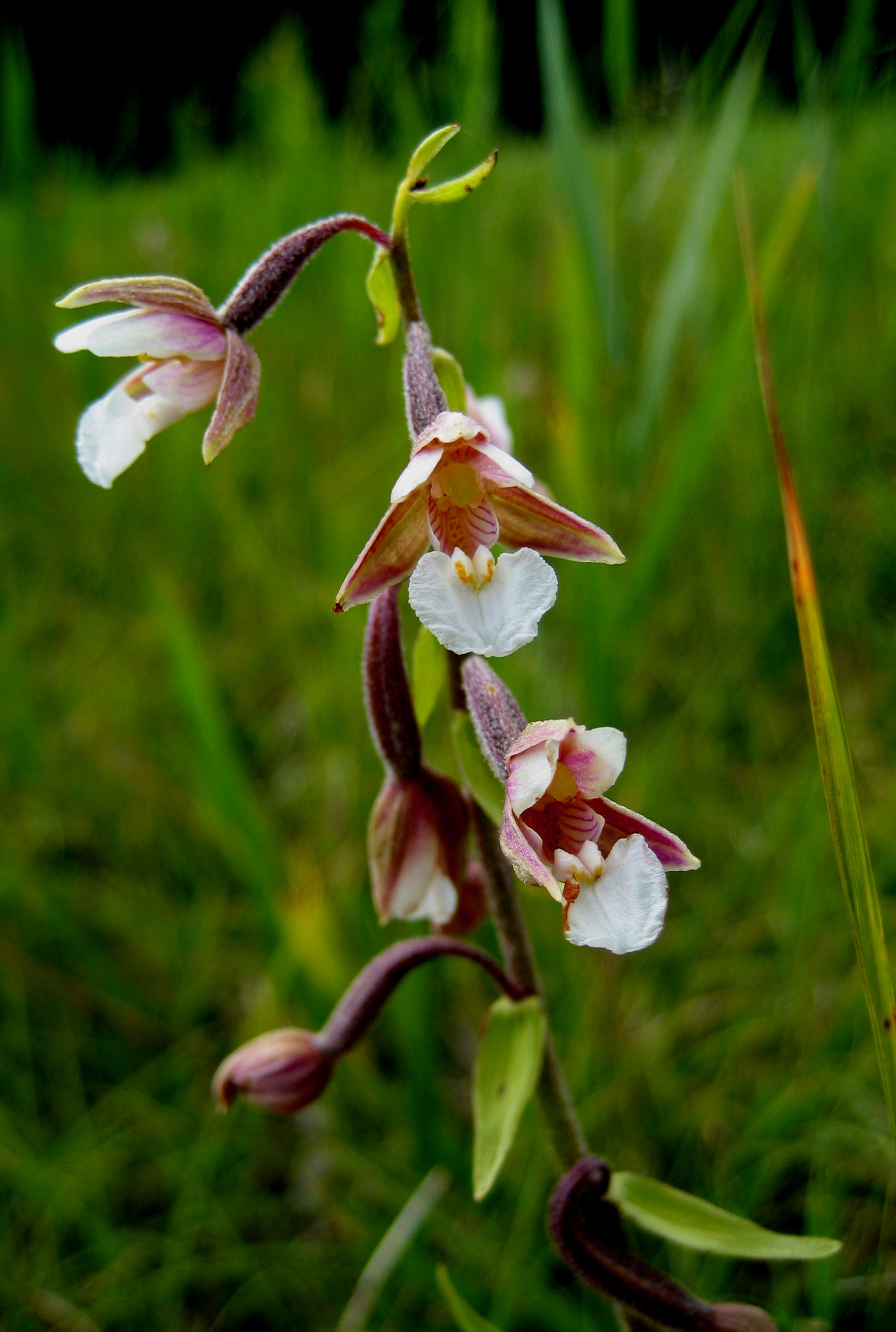
Kärrknipprot.
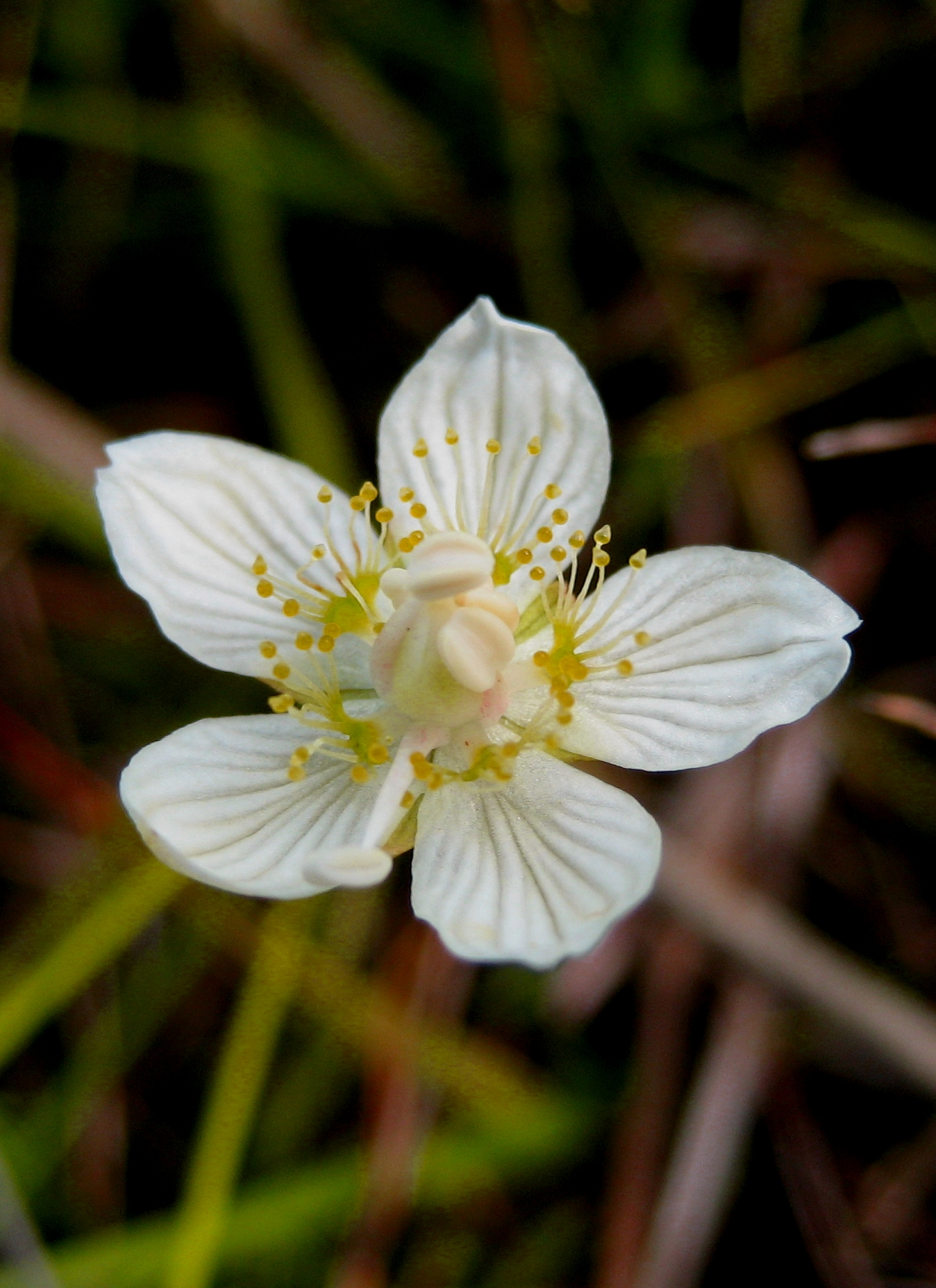
Slåtterblomma.

### Barrskog
Den äldsta skogen i reservatet finns runt omkring det öppna kärrplanet. Norr om kärret växer tallar som är uppemot 250 år gamla. Skogen har fått stå orörd sedan reservatet bildades, något som särskilt märks i skogen nordost om kärret, där vad som kallades pelarsalen tidigare låg. Pelarsalen var ett cirka 100 år gammalt granbestånd där träden var uppemot 30–35 meter höga och kunde ha en stamdiameter på över en halv meter. Sedan stormarna Gudrun i januari 2005 och Per två år senare, blåste många träd omkull. Detta har gett skogen en vildare och mer urskogslik prägel. I barrskogen i norr och söder finns inslag av död ved och orkidén nästrot är vanligt förekommande i dessa delar. I floran ingår även svart trolldruva, ormbär och orkidéerna skogsknipprot och tvåblad. På hösten kan man även finna kalkgynnade svampar, så som rödgul trumpetsvamp och kamjordstjärna. 
På flera ställen har dock ädellövträd, framförallt ask men även alm, börjat kolonisera barrskogen och håller på att konkurrera ut granen.[källa behövs] Det är möjligt att området i framtiden främst kommer att bestå av ädellövskog. 

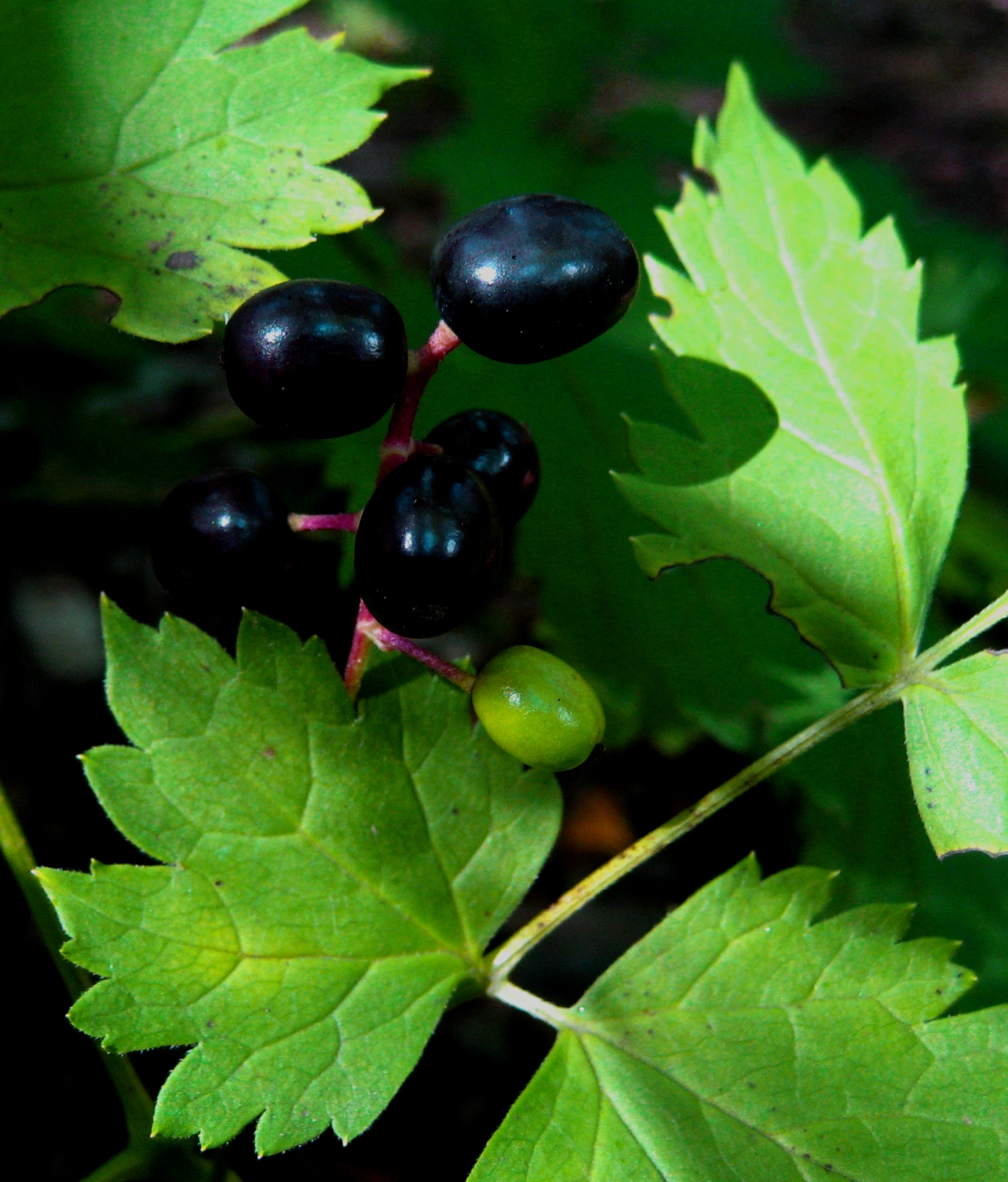
Trolldruva.

### Lövskog
I reservatets västra del växer en lundartad ädellövskog. Här växer bland annat alm, ask, lind, lönn och hassel. På våren blommar blåsippor, vitsippor och nunneört. Under sommaren kan man hitta arter som svart trolldruva, stinksyska, nejlikrot, blekbalsamin och flera olika ormbunksväxter, bland annat hult- och skogsbräken. I lövskogen nordväst om det öppna kärrplanet kan man även finna den sällsynta orkidén kal knipprot. 

### Dammen
Bakom Kärna Scoutgård i reservatets nordvästra del bildades år 1991 en större vattensamling. Troligtvis berodde det på grävarbeten som ledde till att vatten från ett ytligt dike blandades med grundvatten och samlades i sänkan öster om scoutgården. Lövskogen som växte där översvämmades och är numera död. De döda träden står kvar och på dem finns spår från bland annat den sällsynta mindre hackspetten. Dammen är cirka 1 hektar stor och håller konstant nivå och utbredning. 
|  |  |  |

## Framtidsutsikter
Eftersom områdets fortlevnad är så beroende av de hydrologiska och hydrogeologiska förutsättningarna som även omfattar stora delar av Malmslättsfältet är området sårbart. I och med planeringen av Götalandsbanan är det osäkert hur spårdragningen förbi Malmslätt kommer att bli och hur denna skulle kunna påverka området. En spårdragning över Malmslättsfältet skulle kunna påverka grundvattenflödet och därmed utgöra ett hot mot Kärna mosse och dess ovanliga flora. Som Natura 2000-område finns dock ett lagligt skydd mot projekt även i omgivningen som skulle kunna påverka områdets naturvärde negativt.  I övrigt bedöms naturvärdet kunna bestå om området sköts enligt utsatt skötselplan.